# Cour suprême de la Colombie-Britannique
Pour les autres articles nationaux ou selon les autres juridictions, voir Cour suprême.
La Cour suprême de la Colombie-Britannique (Supreme Court of British Columbia en anglais) est la cour supérieure pour la province de la Colombie-Britannique. Elle juge des cas de droit civil et pénal ainsi que des appels de la Cour provinciale de la Colombie-Britannique.